# Golf met drukveer
Golf met drukveer is een artistiek kunstwerk in Amsterdam Nieuw-West.
De schepping van Gérard Leonard van den Eerenbeemt staat sinds 1980 op een grasveld tussen de Westlandgracht en de Heemstedestraat. Het grasveld ligt ten zuiden van de Westlandgrachtschutsluis. Die sluis regelt voor de scheepvaart de overgang tussen de waterpeilen van de Westlandgracht en Slotervaart. Van den Eerenbeemt gaf door middel van dit beeld van wit golvend beton en een blauwe stalen drukveer de waterdruk in de sluis weer. 

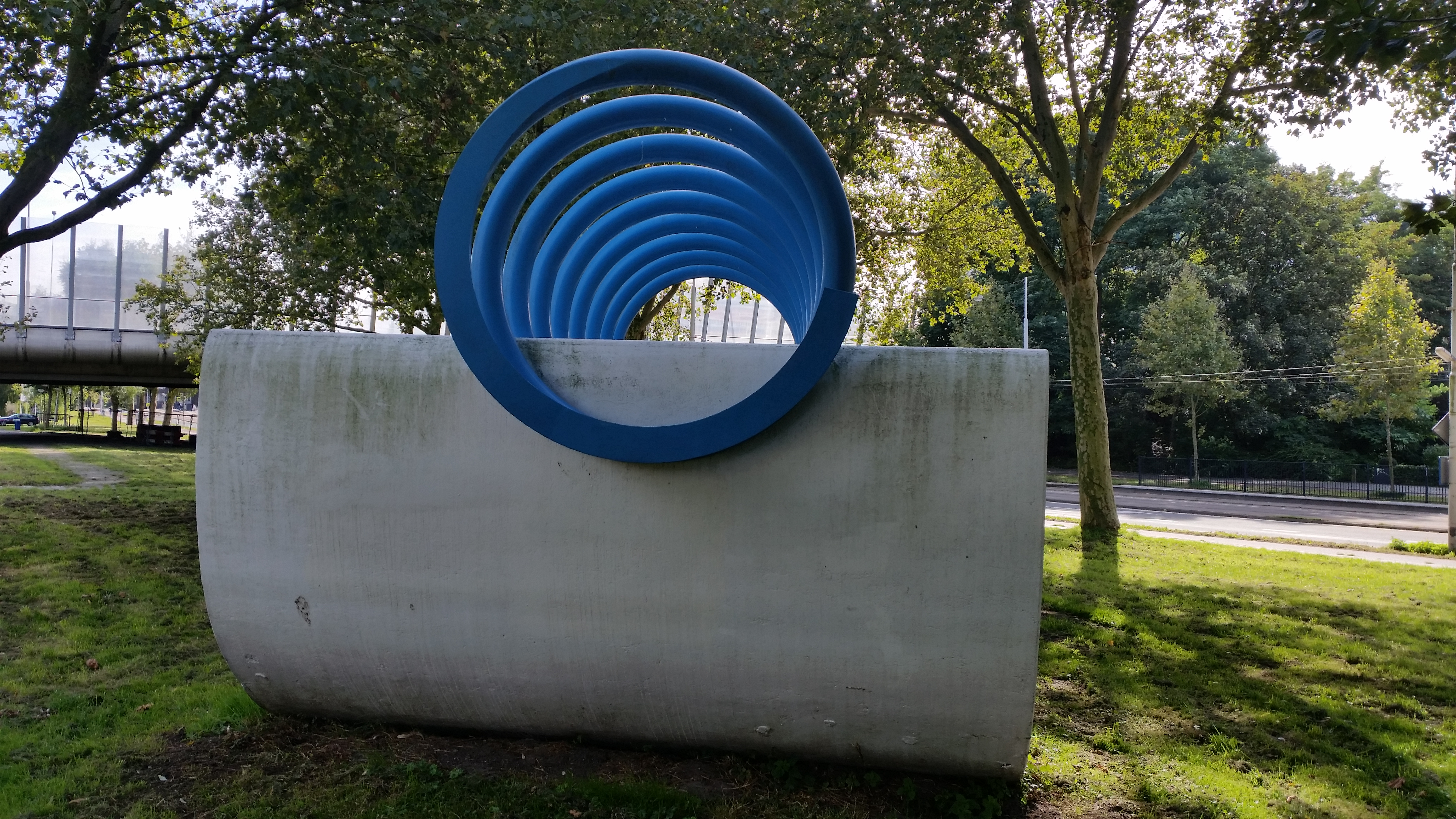
Golf met drukveer in september 2019